# 秦陵西站
秦陵西站位于中华人民共和国陕西省西安市临潼区秦陵街道108国道与秦汉大道交叉口，是西安地铁9号线的东端终点站，与秦始皇陵直线距离2公里。
2019年6月3日，本站封顶，是9号线最后一个封顶的车站。
2020年12月28日，本站与9号线同步开通运营。

## 车站结构
秦陵西站设计长度591.8米，标准宽度19.7米，属于地下两层单柱双跨箱型框架结构岛式站台车站，站厅东北侧有未开放区域。
- 站台（2023年7月）
- 车站东北侧的未开放区域，现仅作为D出入口通道使用（2023年7月）

| 地面            | 出入口             | A-D出入口                                      |
| 地下一层 站厅层 | 站厅               | 客务中心、自动售票机、进出站闸机、长安通自助机 |
| 地下二层 站台层 |                    | 9号线往纺织城（银桥大道）                      |
| 地下二层 站台层 | 岛式站台，左側開门 |                                                |
| 地下二层 站台层 | 9号线下客站台      |                                                |

## 车站艺术
- 站厅艺术墙《中华一统》（2023年7月）
- 站厅西侧墙壁，用各种“秦”字装饰（2023年7月）

## 出入口
本站共有4个出入口，此外北侧还有2个不启用的出入口。
|      |                                                       |      |
| 编号 | 指引                                                  | 图片 |
| A    | 国道108（西）、秦汉大道（北）、上陈路                 |      |
| B    | 国道108（西）、秦汉大道（南）、中共西安市临潼区委党校 |      |
| C    | 国道108（东）、砖房北路、临潼区气象局                 |      |
| D    | 国道108（东）、至鱼路                                 |      |

## 接驳公交
临潼区公交公司2020年12月11日起开行往来本站与兵马俑二车场的617路，线路全程11公里，经由新丰街道鸿门宴遗址。

### 南侧南行，近B出口/北侧北行，近D出口
| 地铁秦陵西站          | 地铁秦陵西站 | 地铁秦陵西站 | 地铁秦陵西站 | 地铁秦陵西站        |
| 编号                  | 路线         | 路线         | 路线         | 备注                |
| --------------------- | ------------ | ------------ | ------------ | ------------------- |
| 301何寨线临潼         | 长疗         | ⇆            | 何寨         |                     |
| 301零口线临潼         | 长疗         | ⇆            | 零口         |                     |
| 301孟塬线临潼         | 临潼汽车站   | ⇆            | 孟塬         |                     |
| 309临潼 科技大学-樊赵 | 已停办       | 已停办       | 已停办       | 已停办              |
| 502临潼               | 临潼汽车站   | ⇆            | 铁炉         |                     |
| 601临潼               | 芷阳新苑     | ⇆            | 地铁秦陵西站 | 与 临潼617 直通运行 |
| 617临潼               | 地铁秦陵西站 | ⇆            | 兵马俑二车场 | 与 临潼601 直通运行 |